# Oplitodromia

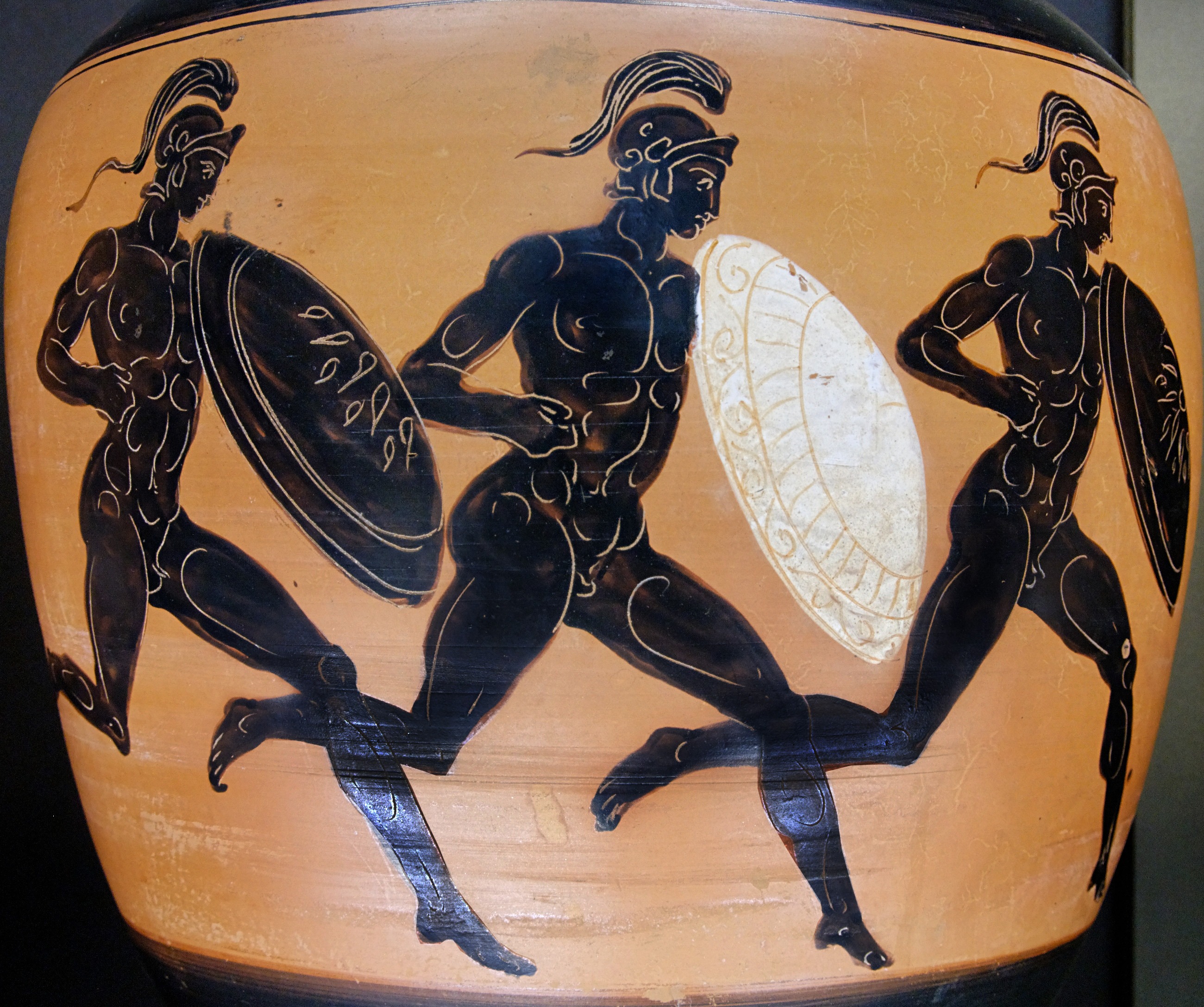
Oplitodromia ritratta in una anfora panatenaica a figure nere, 323-322 a.C.

L'oplitodromia (in greco antico: ὁπλιτοδρομία?, hoplitodromía e ὁπλιτόδρομος, hoplitódromos, "corsa degli Opliti"), era un'antica disciplina di corsa, parte dei Giochi Olimpici e di altri giochi ellenici, ultima aggiunta tra le gare di corsa, a partire dalla 65ª Olimpiade nel 520 a.C.

## Descrizione
A differenza delle altre corse generalmente disputate da atleti nudi, l'oplitodromia imponeva ai corridori di indossare gli schinieri, l'elmo e lo scudo pesante (Oplon) da cui la traeva il nome la classe di fanteria degli opliti. Dal 450 a. C. la pratica di indossare gli schinieri cadde in disuso, ma scudo ed elmo furono mantenuti.

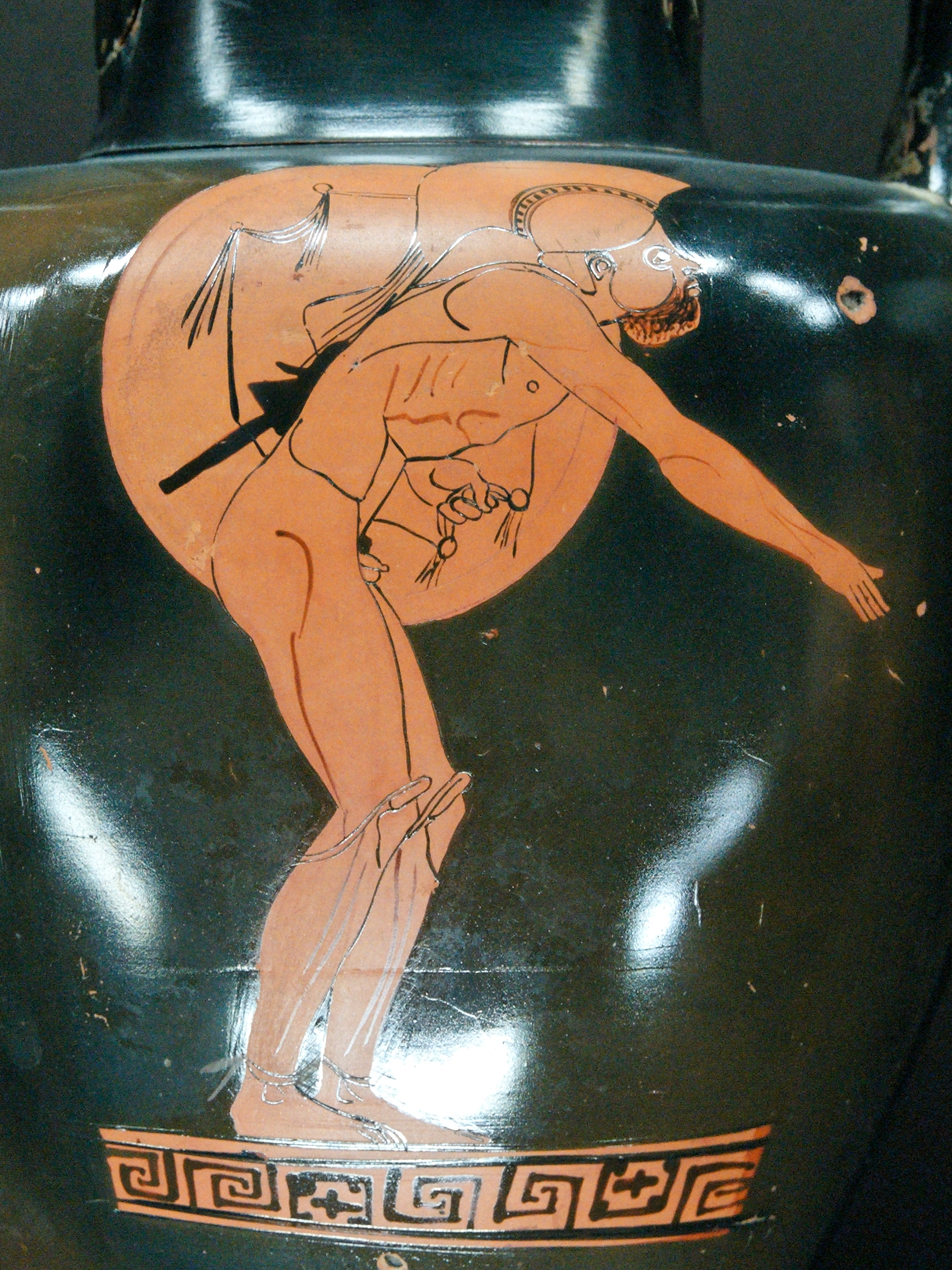
Oplitodromia, anfora attica a figure rosse realizzata dal Pittore di Berlino circa 480–70 a. C. Museo del Louvre.

La corsa era piuttosto breve e ciò rendeva il carico dell'armatura più una prova di forza che di resistenza. A Olimpia e Atene, il percorso dell'oplitodromia era un singolo giro di stadio (ossia due "stadi": 350-400 metri). A Nemea la distanza era raddoppiata a quattro stadi (700-800 metri). A Platea, in Beozia, il percorso arrivava a quindici stadi totali.
L'oplitodromia, considerato il grave carico di armatura che pesava almeno venti chili, era più un allenamento militare che una competizione atletica. Si è supposto che gli scontri con squadre di arcieri persiani, risalenti al periodo immediatamente precedente l'introduzione della disciplina, abbiano avuto un ruolo nella creazione dell'oplitodromia: la fanteria pesante greca dovendo fare i conti con la rapidità dei tiratori avversari aveva necessità di condurre manovre veloci sul campo. La lunghezza originale della corsa, circa 400 metri, rappresenta abbastanza bene la gittata degli archi persiani e rende possibile ipotizzare un disegno strategico alla base dell'allenamento di cui l'oplitodromia sarebbe l'espressione agonistica.